# Aimée Danis
Aimée Danis (Maniwaki, 19 de septiembre de 1929 - 8 de mayo de 2012) fue una director y productora de cine canadiense de origen quebequés. Produjo películas como Léolo y Mi amigo Max (Mon amie Max), ambas nominadas para los Premios Genie a la mejor película.

## Biografía
Danis trabajó como asistente de script para la Télévision de Radio-Canada, y posteriormente para Jacques Godbout en su película YUL 871, antes de convertirse en la primera mujer del Quebec en dirigir anuncios publicitarios. Dirigió spota para Hydro-Québec, Dominion, Desjardins y Peugeot. En la década de los 70, dirigió un puñado de cortometrajes documentales como KW+ (1970), Gaspésie oui, j'écoute (1972), Joie de vivre au Québec (1974) y Patrick, Julie, Félix et tous les autres (1974), el telefilm Souris, tu m'inquiètes (1973), y episodios de las series de televisión Vingt ans Express (1967), La feuille d’érable (1969) para Onyx Films y Jo Gaillard (1975).
Ganó el premio al mejor documental en Canadian Film Award por KW+ en 1970. En 1973, fue una de los 14 cineastas que firmaron la carta de protesta por el trato infravalorado de las películas del Quebec. Las protestas dieron como resultado la cancelación de la ceremonia de los Canadian Film Awards de 1973 y posponer el del año siguiente a 1975.
Se trasladó a la producción en los 80. Sus producción Léolo estuvo nominada a la mejor película en los Genie Awards de 1992, y Mi amigo Max en 1994. Otros trabajaos como productora fueron Le diable à quatre en 1987, Les heures précieuses en 1989, Les noces de papier en 1990, Buster's Bedroom en 1991 y Jack Paradise: Les nuits de Montréal en 2004.
Se casó con el director Guy Fournier, que fue su socio en Les Productions du Verseau.